# Шуани
Шуани — учасники (переважно селяни) пророялістського повстання у Бретані 1794-95 (т. зв. повстання шуанів, період французької революції 1789-99).
Повстання шуанів ділиться на три фази; воно тривало з весни 1794 по 1800 роки. Мали місце дрібні виступи селян у 1789 і 1792 роках, але наймасовіше повстання спалахнуло у 1793 році.
26 червня 1794 року Пюїзе і 43 офіцери «католицької і королівської армії Бретані оприлюднили прокламацію до французів з метою перетягнути їх на сторону королівської справи; потім Пюїзе вирушив до Лондона, а замість нього справою шуанів керував барон де Корматен. Тисячі республіканців гинули в боях і засідках; обидві сторони діяли зі страшною жорстокістю. На початку 1795 року Корматен уклав з республіканським урядом договір в Ла-Жоне. Багато з шуанів не визнали договору і продовжували боротьбу; не припинила її і нова угода в Ла-Мабіле (квітень 1795 року, близ Ренна).
Марно Наполеон намагався залучити вождів шуанів на свою сторону: вони залишилися його ворогами і брали участь у змовах з метою замаху на його життя, особливо Кадудаль, страчений з 11-ма іншими шуанами 26 червня 1804 року. Придатних до служби шуанів Наполеон насильно зарахував до війська, більш небезпечних відіслав в Сан-Домінго.
Повстанню шуанів присвячений роман Оноре де Бальзака «Шуани, або Бретань у 1799 році».